# Дивись.info
Дивись.info — український інформаційно-новинний сайт. Інформуємо з 2011 року щодо найважливіших подій у Львові, Україні та світі Розповідаємо також про соціальну сферу, культуру, технології і бізнес. Аналізуємо найважливіше.

## Історія
Інформаційна агенція «Дивись.info» зареєстрована 2011 року. 
За даними Інституту масової інформації власником агенції станом на 2015 рік був львівський бізнесмен Андрій Завербний.
У травні 2016 року агенція розширилась на всю Західну Україну, змінила свою концепцію, дизайн та функціональне наповнення сайту. Крім візуального оформлення сайту, змінився також склад редакції, власників та керівництво інформаційної агенції.
Головний редактор — Марія Панчишин. Бенефіціари — Наталія Улинець та Назар Бербека.
Починаючи з 2016 року редакція стала інформаційним партнером низки соціальних проєктів, зокрема освітнього українсько-американського проєкту з попередження опіків серед дітей "Проти опіків" , Форуму видавців у Львові, Міжнародного економічного форуму у Львові, Київського міжнародного економічного форуму, аналітичної бізнес-платформи YouControl тощо.
У 2016 році редакція потрапила у топ рейтингу прозорості львівських ЗМІ.
2017 року ІА «Дивись.info» стала учасником проєкту "Голос місцевих ЗМІ", який фінансується ЄС.  

## Проєкти
У 2016 році агенція почала підтримку освітнього українсько-американського проєкту з попередження опіків серед дітей. На окремій сторінці ресурсу розповідається про хід проєкту, навчання лікарів і батьків, а також публікується вся необхідна інформація з порадами для захисту здоров'я дитини.
Восени 2016 року редакція запустила щотижневий авторський політичний огляд тижня  із оглядачем Дмитром Посипанком.
З 2016 року на сайті стартував проєкт журналістських розслідувань "Хто будує у Львові".
Спільно із Львівською ОДА редакція у грудні 2017 року запустила інформаційний проєкт "Персональний гід Львівщиною"  із описом тематичних маршрутів до різних куточків регіону. 
Просвітницький проєкт "На службі", що тривав з березня по липень 2017 року розповідав про долю службових собак в Україні. 
2017 року ІА «Дивись.info» стала учасником проєкту "Голос місцевих ЗМІ ", який фінансується ЄС. Цього ж року редакція стала регіональним партнерам проєкту VoxConnector 
Жанр репортажу широко представлений на сайті Дивись.info та у грудні 2017 року отримав окрему рубрику.  
Роботи фотографа Дивись.info 2016 року вийшли у фінал  Конкурсу української військової фотографії від проєкту «Армія. Друге народження».
2017 року стаття журналістки Дивись.info щодо гендерної нерівності в Україні перемогла у всеукраїнському конкурсі журналістських матеріалів на гендерну тематику.
У 2023 році в межах «Національного тижня читання» розпочали спецпроєкт «Що почитати у львівських бібліотеках», мета якого популяризувати культуру читання разом з львівськими бібліотеками.

## Оцінки ЗМІ
Інститут масової інформації провів у 2016 році моніторинг регіональних ЗМІ та відзначив, що з 10 оцінених інтернет-ЗМІ Львівської області лише Дивись.info та ZIK мають високий рівень прозорості: вони мали на сайтах інформацію про керівництво та редакцію, хоча Дивись.info повідомляла про власників лише на сторінці у мережі Фейсбук.
У 2024 році ІА Дивись.info потрапило до переліку рекомендованих медіа України згідно з дослідженням Інституту масової інформації та «Детектор медіа».

## Рейтинги
На початку роботи оновленого ресурсу за результатами моніторингу новинних сайтів Львова у травні 2016 років сайт Дивись.info посів 16-те місце з 24 тисячами входів на сайт. Переважна більшість входів здійснені з пошуковиків (50%) та з соцмереж (31,5%)
Станом на грудень 2017 року Дивись.info входить до ТОП-50 українських ЗМІ за рейтингом Bigmir)net із середньою відвідуваністю в 60 тисяч входів на добу. 